# National Women's Soccer League 2017
La National Women's Soccer League 2017 è stata la quinta edizione della massima serie del campionato statunitense di calcio femminile. La stagione è iniziata il 15 aprile 2017 e si è conclusa il 14 ottobre 2017. Il campionato è stato vinto dal Portland Thorns per la seconda volta nella sua storia, avendo battuto nella finale dei play-off il North Carolina Courage. L'NWSL Shield è stato vinto dal North Carolina Courage.

## Stagione

### Novità
La squadra campione in carica del Western New York Flash è stata comprata dal proprietario del North Carolina FC, franchigia della USL Championship, che ha spostato la franchigia a Cary e le ha cambiato denominazione in North Carolina Courage.

### Formula
Le dieci squadre partecipanti giocarono nella stagione regolare un totale di 24 partite, 12 in casa e 12 in trasferta. Le quattro squadre meglio classificate disputarono un play-off a partita secca per determinare il vincitore del campionato.

## Squadre partecipanti
| Club                   | Città       | Stadio                        | Stagione precedente |
| ---------------------- | ----------- | ----------------------------- | ------------------- |
| Boston Breakers        | Boston      | Soldiers Field Soccer Stadium | 10º posto           |
| Chicago Red Stars      | Chicago     | Toyota Park                   | 3º posto            |
| Houston Dash           | Houston     | BBVA Compass Stadium          | 8º posto            |
| FC Kansas City         | Kansas City | Swope Soccer Village          | 6º posto            |
| North Carolina Courage | Cary        | Sahlen's Stadium              | -                   |
| Orlando Pride          | Orlando     | Orlando City Stadium          | 9º posto            |
| Portland Thorns        | Portland    | Providence Park               | 1º posto            |
| Seattle Reign          | Seattle     | Memorial Stadium              | 5º posto            |
| Sky Blue               | Piscataway  | Yurcak Field                  | 7º posto            |
| Washington Spirit      | Germantown  | Maryland SoccerPlex           | 2º posto            |

## Stagione regolare

### Classifica finale
| Pos. | Squadra                | Pt | G  | V  | N | P  | GF | GS | DR  |
| ---- | ---------------------- | -- | -- | -- | - | -- | -- | -- | --- |
| 1.   | North Carolina Courage | 49 | 24 | 16 | 1 | 7  | 38 | 22 | +16 |
| 2.   | Portland Thorns        | 47 | 24 | 14 | 5 | 5  | 37 | 20 | +17 |
| 3.   | Orlando Pride          | 40 | 24 | 11 | 7 | 6  | 45 | 31 | +14 |
| 4.   | Chicago Red Stars      | 39 | 24 | 11 | 6 | 7  | 33 | 30 | +3  |
| 5.   | Seattle Reign          | 34 | 24 | 9  | 7 | 8  | 43 | 37 | +6  |
| 6.   | Sky Blue               | 33 | 24 | 10 | 3 | 11 | 42 | 51 | -9  |
| 7.   | FC Kansas City         | 31 | 24 | 8  | 7 | 9  | 29 | 31 | -2  |
| 8.   | Houston Dash           | 24 | 24 | 7  | 3 | 14 | 23 | 39 | -16 |
| 9.   | Boston Breakers        | 19 | 24 | 4  | 7 | 13 | 24 | 35 | -11 |
| 10.  | Washington Spirit      | 19 | 24 | 5  | 4 | 15 | 30 | 48 | -18 |

Legenda:
      Vince la NWSL Shield e ammessa ai play-off
      Ammessa ai play-off
Note:
Tre punti a vittoria, uno a pareggio, zero a sconfitta.
La classifica viene stilata secondo i seguenti criteri:
1. Scontri diretti;
2. Miglior differenza reti nell'arco della stagione;
3. Maggior numero di reti segnate;
4. Verifica dei primi tre criteri riguardo alle gare in trasferta;
5. Verifica dei primi tre criteri riguardo alle gare in casa;
6. Lancio della moneta.

Se tre o più squadre rimangono in parità, si tiene conto delle seguenti regole fino a quando rimarranno solamente due squadre, classificabili come indicato nei criteri sopra:
1. Classifica avulsa;
2. Miglior differenza reti stagionale.

### Risultati
|                        | Bos     | Chi     | Hou     | KaC     | NCC     | Orl     | Por     | Sea     | Sky     | Was     |
| ---------------------- | ------- | ------- | ------- | ------- | ------- | ------- | ------- | ------- | ------- | ------- |
| Boston Breakers        | ––––    | 0-0     | 1-3     | 2-2     | 0-1     | 1-2     | 2-2 0-1 | 3-0     | 1-0 3-4 | 1-0     |
| Chicago Red Stars      | 1-1     | ––––    | 2-0     | 1-0 1-3 | 3-2 2-1 | 2-1     | 2-3     | 1-0 1-2 | 2-1     | 1-1     |
| Houston Dash           | 0-0 1-0 | 2-0 2-3 | ––––    | 0-1     | 0-4     | 2-4     | 1-1     | 0-2 0-1 | 1-3     | 2-1     |
| Kansas City            | 2-0     | 0-0     | 1-2 1-1 | ––––    | 0-1     | 1-1 1-2 | 0-0 2-1 | 2-2     | 4-1     | 3-2     |
| North Carolina Courage | 3-1     | 1-3     | 1-0     | 2-0     | ––––    | 3-1 2-3 | 1-0     | 2-0 1-0 | 2-0 0-1 | 2-0     |
| Orlando Pride          | 2-0 4-2 | 0-1 1-1 | 0-2     | 4-1     | 3-1     | ––––    | 0-0     | 1-1     | 5-0     | 1-1 3-0 |
| Portland Thorns        | 2-0     | 1-0 3-1 | 2-1 2-0 | 3-0     | 1-0     | 2-0     | ––––    | 2-2     | 1-3     | 2-1 4-0 |
| Seattle Reign          | 1-1     | 2-1     | 5-1     | 1-1 0-1 | 1-2     | 1-1     | 2-0 1-2 | ––––    | 1-1 5-4 | 6-2     |
| Sky Blue               | 1-0     | 2-2     | 2-1     | 1-0 3-2 | 1-1     | 2-1 2-3 | 0-2     | 5-4     | ––––    | 1-4 1-2 |
| Washington Spirit      | 2-2 0-3 | 1-2     | 0-1 2-0 | 0-1     | 0-1 2-3 | 2-2     | 1-0     | 2-3     | 4-3     | ––––    |

## NWSL play-off
Le migliori 4 squadre al termine della stagione si sfidano in un play-off per determinare la squadra campione.
|  | Semifinali | Semifinali             | Semifinali             |                        |                 | Finale          | Finale | Finale |  |
|  |            |                        |                        |                        |                 |                 |        |        |  |
|  | 2          | Portland Thorns        | 4                      |                        |                 |                 |        |        |  |
|  | 2          | Portland Thorns        | 4                      |                        |                 |                 |        |        |  |
|  | 3          | Orlando Pride          | 1                      |                        |                 |                 |        |        |  |
|  | 3          | Orlando Pride          | 1                      |                        | Portland Thorns | Portland Thorns | 1      |        |  |
|  |            |                        |                        |                        | Portland Thorns | Portland Thorns | 1      |        |  |
|  |            |                        | North Carolina Courage | North Carolina Courage | 0               |                 |        |        |  |
|  | 1          | North Carolina Courage | North Carolina Courage | North Carolina Courage | 0               | 1               |        |        |  |
|  | 1          | North Carolina Courage |                        |                        |                 |                 |        |        |  |
|  | 4          | Chicago Red Stars      | 0                      |                        |                 |                 |        |        |  |

### Semifinali
| Arbitro: | Timothy Ford |

|                                             |           |             |
| Henry 12’ Sonnett 15’ Raso 71’ Sinclair 82’ | Marcatori | 23’ Kennedy |

| Arbitro: | Ramy Touchan |

|                |           |  |
| O'Sullivan 89’ | Marcatori |  |

### Finale
| Arbitro: | Danielle Chesky |

|  |           |           |
|  | Marcatori | 50’ Horan |

## Statistiche

### Squadre

#### Classifica marcatrici
| Gol |  |  | Giocatore          | Squadra                |
| --- |  |  | ------------------ | ---------------------- |
| 17  |  |  | Samantha Kerr      | Sky Blue               |
| 13  |  |  | Marta              | Orlando Pride          |
| 12  |  |  | Megan Rapinoe      | Seattle Reign          |
| 11  |  |  | Christen Press     | Chicago Red Stars      |
| 9   |  |  | Alex Morgan        | Orlando Pride          |
| 9   |  |  | Lynn Williams      | North Carolina Courage |
| 8   |  |  | Christine Sinclair | Portland Thorns        |
| 7   |  |  | Natasha Dowie      | Boston Breakers        |
| 7   |  |  | Jessica Fishlock   | Seattle Reign          |
| 7   |  |  | Ashley Hatch       | North Carolina Courage |